# Quercus jenseniana
Quercus jenseniana là một loài thực vật có hoa trong họ Cử. Loài này được Hand.-Mazz. miêu tả khoa học đầu tiên năm 1922.
Đây là loài bản địa  miền nam Trung Quốc, được tìm thấy ở các tỉnh Phúc Kiến, Quảng Đông, Quảng Tây, Quý Châu, Hồ Bắc, Hồ Nam, Giang Tây, Vân Nam và Chiết Giang.
Quercus jenseniana là một cây lớn cao tới 35 mét. Lá có thể dài tới 30 cm

## Hình ảnh